# 時代精神運動
債該死運動，舊譯時代精神，由彼得・約瑟夫於2008年發起，是一個提倡永續發展的全球性草根組織，通過分布於全球／區域性的分部、專案小組、年會、媒體與慈善單位進行在地的行動主義與提升社會意識的社群活動。這個社群提倡以自然資源為基礎的經濟模式——資源導向型經濟（Resource-based Economy, RBE）來取代以貨幣為基礎的經濟模式。截至2010年3月21日，該組織在全球共有約386,000名支持者。2011年，代表性影片〈時代精神：邁步向前〉（英語：Zeitgeist: Moving Forward）上線。2014年為止，在YouTube網站上已經超過兩千兩百萬人次觀看，為網路紀錄片史上能見度最高的影片。
債該死運動可被定義為一個思考的基準點與大方向，這個基準點就是讓人們去理解：人類有潛力可以超越目前這個破壞力越來越大的社會—經濟（socio-economic）模式，此經濟模式深遠地危害著全球所有社會的每一個面相，而這個經濟模式完全是依賴我們過時的價值觀來維持運作，其不僅鼓勵競爭而且同時也需要「無限成長」、「匱乏」、「社會運作／技術上毫無存在意義的工作與服務」、「不斷的資源消耗」等要素以運轉下去。人類的文明已經來到了一個十字路口，超越這個過時的經濟模式不只對人類有利，而且，為了下一代（甚至是這一代）的人類可以延續整個種族在地球上生存下去，我們也必須這麼做。
債該死運動認知到：現有盛行於全球的社會－經濟模式正正是許多人對社會感到灰心、環境問題、或是一些所謂的「無法改變的卑劣人性」的最源頭原因。而且這些問題在目前的經濟模式中還被反覆地強化與鼓勵，像是：暴力、戰爭、貪婪、政治腐敗、貧窮、貧富差距、資源耗竭、環境破壞、藥物濫用、日益增加的心理與精神疾病等等，都不過是在此扭曲的經濟模式中被反覆強化的「病徵（symptoms）」而已，一個人如果細心地追蹤這些問題到源頭，就會發現這個「市場－貨幣經濟模式」與支持其維持下去的人類心理習慣與價值觀，才是人類該正視的敵人與最隱晦的真兇。

## 總覽

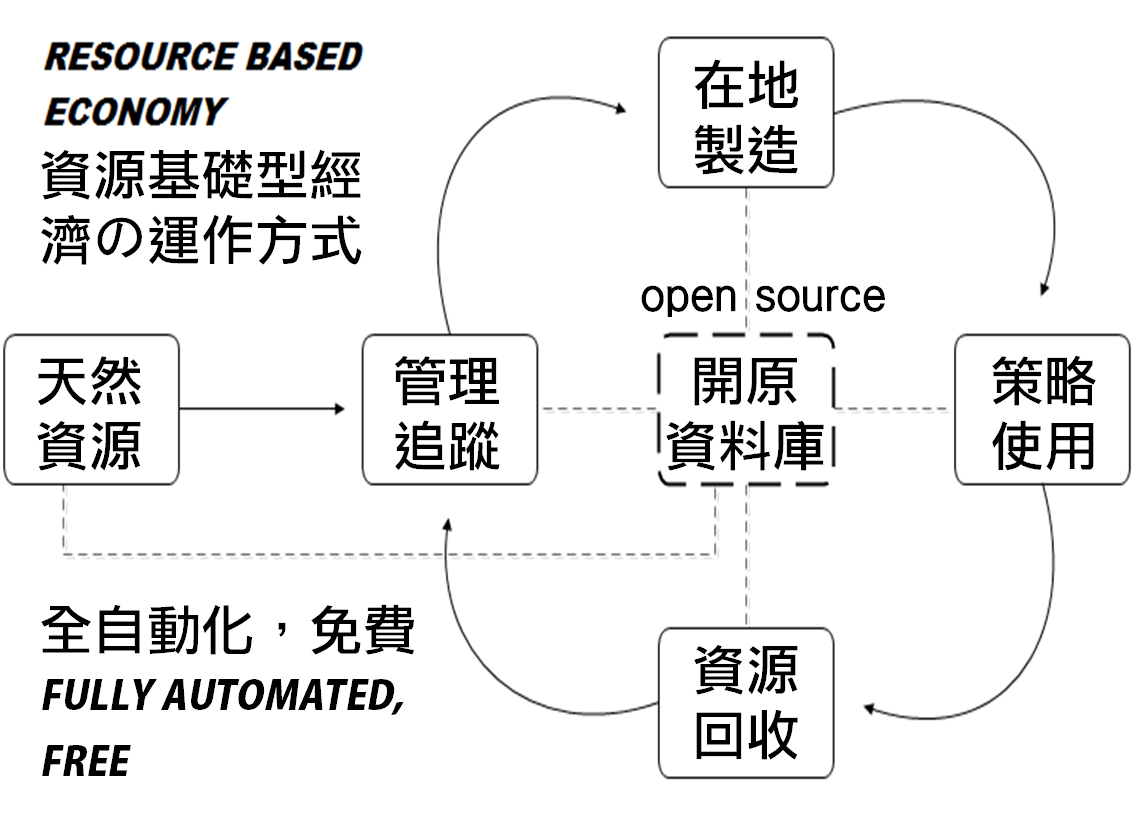
資源基礎型經濟的運作方式

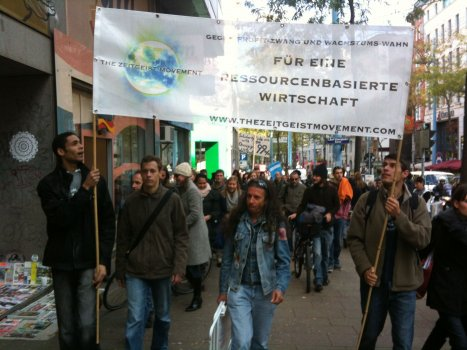
街頭宣傳

債該死運動是發起於2008年的無國界、非宗教政治、去階級化、去權威化、去政治化、去中心化的社會運動，現正於全世界範圍蓬勃發展，其核心宗旨為通過「科學方法（The Scientific Method）」的應用實現最廣泛的人類福利。是一個倡導永續性的組織，利用以社群為基礎的行動主義，以及透過全球性和地域性的分部網絡、計劃小組、年度活動、媒體和慈善活動來推廣整個意識行動。
債該死（Zeitgeist）這個詞的定義是「一個世代的普遍價值觀、道德、和文化氛圍」，運動（Movement）這個詞，很單純地暗示「移動和改變」。因此「債該死運動（The Zeitgeist Movement, TZM）」是一個社群，催化改變目前時代的主流價值觀、道德、和文化氛圍。
在這個行動主義的社群中，運動的原則焦點包括了認知到現今荼毒人類物種的大部份社會問題，並不只是一些機構建制的腐敗、資源匱乏、政治政策的影響、「人性」的缺陷或其它人們經常主張的因果性假設。相反地，這個運動意識到貧窮、腐敗、崩潰、無家可歸、戰爭、和飢餓等等問題，似乎只是脫胎自一個過時的社會結構的「病徵」。儘管適度的改革步驟和暫時性的社群支持是這個運動的關注，但此處最關鍵的目標是實施一種新的社會經濟模型，基於用科技負責任的全球資源管理、配置、和分配，透過可被認為是科學方法的手段，推斷出問題並找出最佳的解決方案。
在社會結構上，債該死運動倡導「資源導向型經濟模式」取代過時的「市場－貨幣經濟模式」，以滿足人類的真實物理生存需求與自然法則所要求的永續性；在生產模式上，以全面先進的電腦自動化控制的智慧管理，取代重複枯燥的人力勞動，以達到物資的極大豐富與人類勞動的解放；在精神層面上，撇除一切基於舊有意識形態的隔閡，回歸人性本真，重塑新的文化價值體系，強調對於人類、社會、環境問題等等的人道關懷，將科學技術方法應用於解決社會問題，提供具體的手段來消除匱乏和不平等，以富裕取代匱乏，以合作取代競爭，以分享取代壟斷。
「資源基礎型經濟模式」是關於採取直接的科學方法來管理社會，與貨幣系統或政治系統相反。它是關於將社會的運作，更新至科學方法所能提供的最先進境界，超越我們目前體系中的金融交易、利潤、企業財團和其它結構性與驅動性元素所產生的破壞性後果和限制阻礙。這個運動忠於邏輯與批判思考，而不是任何人物或機構。換句話說，其所堅持的觀點是透過針對社會目標的研究，以及經過測試的科學和技術理解，我們現在能夠合乎邏輯地達成社會上的各種應用，能夠深刻地更有效滿足人類需求。
基於已有的人類科技和所有知識的基礎，透過理性的思維模式轉變，和科學方法的人道運用，我們完全能夠合力消除一切的戰爭、貧困、環境破壞、犯罪等等各種社會問題以及壓力來源，建立起一個人人可以享有安全、健康、快樂以及充分自主選擇的新文明及價值體系。時代精神運動內容背後的主要思想來源，是一個在美國佛羅里達州維納斯鎮（Venus, Florida）名為「維納斯計畫」的非營利組織，由科學家、未來學家、社會工程師雅克·法斯科所創立。

## 参見
- 時代精神
- 技術決策
- 資源導向型經濟
- 無條件基本收入
- 環境承載力
- 維納斯計畫
- 循環經濟
- 物聯網
- 永續發展
- 後稀缺
- 增長的極限
- 反消費主義
- 工作時代的終結
- 雅克·法斯科